# Ceratozetes rostroserratus
Ceratozetes rostroserratus är en kvalsterart som beskrevs av Wallwork 1965. Ceratozetes rostroserratus ingår i släktet Ceratozetes och familjen Ceratozetidae. Inga underarter finns listade i Catalogue of Life.